# Большая мечеть Досо
Большая мечеть Досо (араб. مسجد أغاديس‎) — мечеть в городе Досо в Нигере.

## История
Мечеть была построена в конце XIX — начале XX века. Первоначально здание представляло собой хижину с соломенной крышей. В 1917 году по инициативе Зармакое, традиционного правителя Доссо, мечеть была перестроена. Строительные работы вели строители хауса из Сокото. Несмотря на то, что мечеть была одной из самых архитектурно значимых традиционных мечетей в Нигере, в 1978 году она была снесена. На месте старой в 1979 году была построена нынешняя мечеть. 18 ноября 2014 года был завершён капитальный ремонт на сумму около 250 миллионов франков КФА.

## Описание
Большая мечеть расположена в центре города напротив дворца Зармакое. Фасад выдержан в бело-зеленых тонах. Сужающийся кверху массивный четырёхгранный минарет имеет прямоугольное основание и увенчан зелёным хилалом. Это один из немногих примеров архитектуры мечети, созданной по образцу культового минарета Большой мечети Агадеса . В Большой мечети Доссо находится могила Албури Н’Диайе, последнего правителя империи Волоф.